# FlashForward
FlashForward (no Brasil, Linha do Tempo) foi uma série de ficção científica do canal americano ABC, baseada em um romance original do Canadá escrito por Robert J. Sawyer.
Em Maio de 2009, a ABC fez um contrato de 13 episódios para a primeira temporada de FlashForward. Nos EUA, os episódios começaram a ser exibidos às quintas-feiras do Outono de 2009, a partir do dia 24 de setembro. Em Portugal, o canal AXN exibe a série desde 7 de Outubro. No Brasil a série estreou em 23 de fevereiro de 2010, também pelo canal da TV paga AXN e grátis no Terra TV. Em maio de 2010 a ABC cancela a série, que ficou com apenas uma temporada.
Na TV Aberta Brasileira, a série foi exibida pela 1ª vez pela Rede Globo, logo após o Programa do Jô.

## Sinopse
Um misterioso evento global faz com que todos no planeta desmaiem simultaneamente por 2 minutos e 17 segundos, e faz com que que a consciência de todos sejam lançadas seis meses no futuro, tendo assim visões. . Estas visões, posteriormente seriam chamados de "flashforwards" e aconteceram durante todo o evento. Quando todos acordam, o caos se instala pois, enquanto o blackout (como é denominado o evento) acontecia, muitos acabaram morrendo em acidentes envolvendo veículos, aviões, incêndios, atropelamentos, entre outros tipos de incidentes.
Um agente do FBI que reside em Los Angeles, Mark Benford (interpretado por Joseph Fiennes) tenta descobrir o que exatamente aconteceu e porquê aconteceu, através do Mosaico, um banco de dados que reúne e conecta os flashforwards das pessoas, para que, assim, consigam resolver esse mistério.

## Elenco
- Joseph Fiennes como Mark Benford
- John Cho como Demetri Noh
- Jack Davenport como Lloyd Simcoe
- Zachary Knighton como Bryce Varley
- Peyton List como Nicole Kirby
- Dominic Monaghan como Simon Campos
- Brían F. O'Byrne como Aaron Stark
- Courtney B. Vance como Stan Wedeck
- Sonya Walger como Olivia Benford
- Christine Woods como Janis Hawk

### Elenco Recorrente
- Ryan Wynott como Dylan Simcoe
- Lennon Wynn como Charlie Benford
- Barry Shabaka Henley como Shelly Vreede
- Genevieve Cortese como Tracy Stark
- Michael Ealy como Marshall Vogel
- Gabrielle Union como Zoey Andata
- Michael Massee como Dyson Frost/D. Gibbons
- Lee Thompson Young como Al Gough
- Amy Rosoff como Marcie Turoff
- Neil Jackson como Lucas Hellinger
- Rachel Roberts como Alda Hertzog
- Yūko Takeuchi como Keiko Arahida
- James Callis como Gabriel McDow
- Shohreh Aghdashloo como Nhadra Udaya
- Gil Bellows como Timothy
- Mark Famiglietti como Mike Willingham
- Annabeth Gish como Lita
- Ricky Jay como Flosso
- Alex Kingston como Fiona Banks

## Audiências
FlashForward teve 22 episódios cronológicos e 1 especial, feito para recapitular a série, após a pausa que ocorreu depois do 10° episódio, para novas gravações (Em decorrência dessa pausa, que durou 3 meses, a série perdeu audiência e acabou cancelada). E como já tinha sido revelado pelo produtor executivo da série David S. Goyer durante a San Diego Comic-Con de 2009, o escritor Robert J. Sawyer escreveu um episódio da temporada (o episódio 19 "Course Correction").
| #  | Título                          | Tradução                          | Exibição Original    | Audiência     | Rank |
| -- | ------------------------------- | --------------------------------- | -------------------- | ------------- | ---- |
| 1  | No More Good Days               | Sem Mais Dias Felizes             | 2009, 24 de Setembro | 12.42 milhões | 4    |
| 2  | White to Play                   | Jogo Limpo                        | 2009, 1 de Outubro   | 10.78 milhões | 6    |
| 3  | 137 Sekunden                    | 137 Segundos                      | 2009, 8 de Outubro   | 9.05 milhões  | 8    |
| 4  | Black Swan                      | Cisne Negro                       | 2009, 15 de Outubro  | 9.11 milhões  | 6    |
| 5  | Gimme Some Truth                | Dê-me a Verdade                   | 2009, 22 de Outubro  | 9.81 milhões  | 7    |
| 6  | Scary Monsters and Super Creeps | Filmes de Monstros Assustadores   | 2009, 29 de Outubro  | 8,98 milhões  | 7    |
| 7  | The Gift                        | O Presente                        | 2009, 5 de Novembro  | 8,47 milhões  | 6    |
| 8  | Playing Cards With Coyote       | Jogando Cartas Com Coiotes        | 2009, 12 de Novembro | 8,33 milhões  | 7    |
| 9  | Believe                         | Acreditar                         | 2009, 19 de Novembro | 8,01 milhões  | 7    |
| 10 | A561984                         | A561984                           | 2009, 3 de Dezembro  | 7,29 milhões  | 7    |
| 11 | Revelation Zero - Part 1        | Revelação Zero - Parte 1          | 2010, 18 de Março    | 6,60 milhões  | 3    |
| 12 | Revelation Zero - Part 2        | Revelação Zero - Parte 2          | 2010, 18 de Março    | 6,42 milhões  | 4    |
| 13 | Blowback                        | Golpe de Volta                    | 2010, 25 de Março    | 6,22 milhões  | 7    |
| 14 | Better Angels                   | Melhores Anjos                    | 2010, 1 de Abril     | 5,10 milhões  | 9    |
| 15 | Queen Sacrifice                 | Sacrifício da Rainha              | 2010, 8 de Abril     | 5,44 milhões  | 6    |
| 16 | Let No Man Put Asunder          | Que Nenhum Homem Separe           | 2010, 15 de Abril    | 4,99 milhões  | 6    |
| 17 | The Garden of Forking Paths     | O Jardim das Escolhas Divergentes | 2010, 22 de Abril    | 5,56 milhões  | 8    |
| 18 | Goodbye Yellow Brick Road       | Adeus Estrada de Tijolos Amarelo  | 2010, 29 de Abril    | 5,13 milhões  | 10   |
| 19 | Course Correction               | Correção de Curso                 | 2010, 6 de Maio      | 4,74 milhões  | 11   |
| 20 | The Negotiation                 | A Negociação                      | 2010, 13 de Maio     | 4,84 milhões  | 10   |
| 21 | Countdown                       | Contagem Regressiva               | 2010, 20 de Maio     | 5,26 milhões  | 10   |
| 22 | Future Shock                    | O Choque do Futuro                | 2010, 27 de Maio     | 4,96 milhões  | ?    |

| # | Especiais         | Tradução        | Exibição Original | Audiência    | Rank |
| - | ----------------- | --------------- | ----------------- | ------------ | ---- |
| 1 | What Did You See? | O Que Você Viu? | 2010, 16 de Março | 4.33 milhões | 8    |

## Flash Forward Inside FlashForward
Durante a abertura da série uma imagem, sempre diferente, é mostrada enquanto as palavras FlashForward se aproximam e se afastam da tela. Essas imagens são um flashforward do próprio episódio. Por exemplo, no segundo episódio, White to Play, durante a abertura, é rapidamente mostrada a imagem de peças de xadrez queimadas, e durante o episódio essas peças entram em cena; no terceiro episódio, 137 Sekunden, na abertura é mostrado a imagem de pássaros voando, e mais tarde esses mesmos pássaros se mostram uma peça chave para o motivo do apagão geral da população.

## Recepção da crítica
Em sua 1ª temporada, FlashForward teve recepção geralmente favorável por parte da crítica especializada. Com base de 26 avaliações profissionais, alcançou uma pontuação de 72% no Metacritic. Por votos dos usuários do site, atinge uma nota de 7.5, usada para avaliar a recepção do público.